# Maurois
Maurois település Franciaországban, Nord megyében. Lakosainak száma 405 fő (2022. január 1.). Maurois Reumont, Bertry, Busigny, Honnechy és Maretz községekkel határos.

## Népesség
A település népességének változása:
| Lakosok száma | 406  | 393  | 399  | 395  | 399  | 403  | 404  | 406  | 405  |
|               | 2013 | 2015 | 2016 | 2017 | 2018 | 2019 | 2020 | 2021 | 2022 |